# Bogia (cratera)
Bogia é uma cratera marciana. Tem como característica 38 quilômetros de diâmetro. Deve o seu nome a Bogia, uma localidade da Papua-Nova Guiné.